# Gentianella
Gentianella é um género botânico pertencente à família Gentianaceae.

## Espécies
- Gentianella achalensis
- Gentianella acuta
- Gentianella albanica
- Gentianella albidocaerulea
- Gentianella albo-rosea
- Gentianella alborubra
- Gentianella aleutica
- Gentianella amarella
- Gentianella anglica
- Gentianella aspera
- Gentianella auriculata
- Gentianella campestris
- Gentianella ciliata
- Gentianella germanica
- Gentianella hirculus
- Gentianella microcalyx
- Gentianella propinqua
- Gentianella quinquefolia
- Gentianella tenella
- Gentianella thyrsoidea (Hook.) Fabris, 1958
- Gentianella tortuosa
- Gentianella uliginosa
- Gentianella wislizeni
- Gentianella wrightii

1. ↑  «Gentianella — World Flora Online». www.worldfloraonline.org. Consultado em 19 de agosto de 2020